# Diana Ciucă
Diana Cristiana Ciucă (født 1. juni 2000) er en rumænsk håndboldspiller, som spiller i Rapid București og Rumæniens kvindehåndboldlandshold.
I september 2018 blev hun udnævnt af EHF, som en af de 20 mest lovende talenter i fremtiden, som er værd at holde øje med.
Hun blev udtaget til landstræner Adrian Vasiles trup ved VM i kvindehåndbold 2021 i Spanien, hvor det rumænske hold blev nummer 13.